# Agriotes gallicus
Agriotes gallicus är en skalbaggsart som beskrevs av Lacordaire 1835. Agriotes gallicus ingår i släktet Agriotes, och familjen knäppare. Arten har ej påträffats i Sverige.

## Bildgalleri

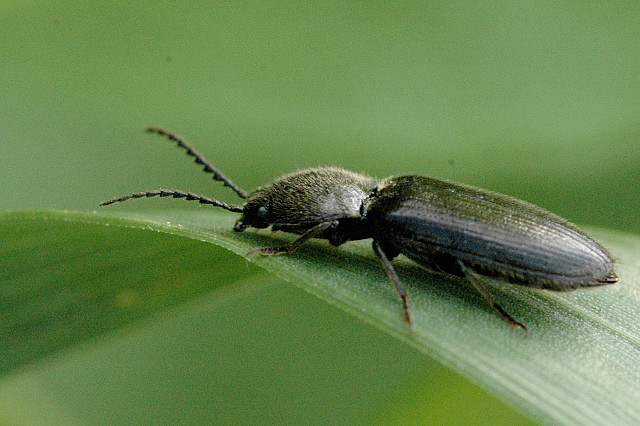